# Seleção Vanuatuense de Futebol
A Seleção Vanuatuense de Futebol representa Vanuatu nas competições oficiais de futebol da FIFA. Participa das eliminatórias da OFC. A entidade organizadora do futebol do país, Federação de Futebol de Vanuatu, foi fundada em 1934, mas só foi afiliada à FIFA em 1988.
A Seleção do Vanuatu também aplicou a maior goleada entre seleções, vencendo de 46 a 0 da Micronésia e também sendo a maior goleada da história do futebol. No entanto, o resultado não foi reconhecido pela FIFA, já que se trata de uma competição de categorias inferiores extra-oficial.

## Desempenho em competições oficiais
Copa das Nações da OFC
| Copa das Nações da OFC | Copa das Nações da OFC | Copa das Nações da OFC | Copa das Nações da OFC | Copa das Nações da OFC | Copa das Nações da OFC | Copa das Nações da OFC | Copa das Nações da OFC | Copa das Nações da OFC |
| Ano                    | Fase                   | Posição                | J                      | V                      | E                      | D                      | GP                     | GC                     |
| ---------------------- | ---------------------- | ---------------------- | ---------------------- | ---------------------- | ---------------------- | ---------------------- | ---------------------- | ---------------------- |
| 1973                   | Quarto lugar           | 4º                     | 5                      | 1                      | 1                      | 3                      | 5                      | 10                     |
| 1980                   | Fase de grupos         | 7º                     | 3                      | 0                      | 0                      | 3                      | 6                      | 9                      |
| 1996                   | Não se classificou     | Não se classificou     | Não se classificou     | Não se classificou     | Não se classificou     | Não se classificou     | Não se classificou     | Não se classificou     |
| 1998                   | Fase de grupos         | 5º                     | 2                      | 0                      | 0                      | 2                      | 2                      | 13                     |
| 2000                   | Quarto lugar           | 4º                     | 4                      | 1                      | 0                      | 3                      | 5                      | 8                      |
| 2002                   | Quarto lugar           | 4º                     | 5                      | 2                      | 0                      | 3                      | 2                      | 6                      |
| 2004                   | Fase de grupos         | 6º                     | 5                      | 1                      | 0                      | 4                      | 5                      | 9                      |
| 2008                   | Quarto lugar           | 4º                     | 6                      | 1                      | 1                      | 4                      | 5                      | 13                     |
| 2012                   | Fase de grupos         | 5º                     | 3                      | 1                      | 0                      | 2                      | 8                      | 9                      |
| 2016                   | Fase de grupos         | 7º                     | 3                      | 1                      | 0                      | 2                      | 3                      | 8                      |
| Total                  | Quarto lugar           | 9/10                   | 36                     | 8                      | 2                      | 25                     | 41                     | 82                     |

## Recordes
- Atualizado até 15 de novembro de 2024[4]
- Nota: Em 'negrito os jogadores que ainda estão em atividade pela Seleção Vanuatuense.

| #  | Nome            | Partidas | Gols | Em atividade |
| -- | --------------- | -------- | ---- | ------------ |
| 1  | Kensi Tangis    | 38       | 9    | 2011–        |
| 2  | Richard Iwai    | 34       | 20   | 2000–2011    |
| 3  | Etienne Mermer  | 33       | 15   | 1998–2008    |
| 4  | Brian Kaltak    | 32       | 5    | 2011–        |
| 5  | Fedy Vava       | 30       | 2    | 2000–2012    |
| 6  | Lexa Bibi       | 29       | 2    | 2000–2004    |
| 6  | Seimata Chilia  | 29       | 9    | 2000–2011    |
| 6  | Bong Kalo       | 29       | 5    | 2015–        |
| 9  | Pita David Maki | 28       | 2    | 2000–2008    |
| 10 | Jason Thomas    | 27       | 1    | 2015–        |
| 10 | John Alick      | 27       | 2    | 2017–        |

| # | Nome            | Gols | Partidas | Média por jogo | Em atividade |
| - | --------------- | ---- | -------- | -------------- | ------------ |
| 1 | Richard Iwai    | 20   | 34       | 0.59           | 2000–2011    |
| 2 | Tony Kaltack    | 15   | 16       | 0.94           | 2016–2019    |
| 2 | Etienne Mermer  | 15   | 33       | 0.45           | 1998–2008    |
| 4 | Seule Soromon   | 10   | 10       | 1              | 2007–2011    |
| 4 | Azariah Soromon | 10   | 26       | 0.38           | 2017–        |
| 6 | Jean Kaltack    | 9    | 8        | 1.13           | 2011–        |
| 6 | Seimata Chilia  | 9    | 29       | 0.31           | 2000–2011    |
| 6 | Kensi Tangis    | 9    | 38       | 0.24           | 2011–        |
| 9 | Bill Nicholls   | 6    | 8        | 0.75           | 2015–2019    |
| 9 | François Sakama | 6    | 12       | 0.5            | 2007–2015    |
| 9 | Robert Tasso    | 6    | 12       | 0.5            | 2011–2016    |

## Treinadores
| - P. Reichert (1973) – ainda como Novas Hébridas - Terry O'Donnell (1987–1993) - Saby Natonga (1996) - Alwyn Job (1998) - Juan Carlos Buzzetti (2000–2004) - Joe Szekeres (2004–2007) - Robert Calvo (2007–2008) | - Willian Malas (2008) - Jorge Añón (2009) - Saby Natonga (2011–2012) - Percy Avock (2012–2015) - Moise Poida (2015–2017) - Etienne Mermer (2017–2018) - Paul Munster (2019) | - Etienne Mermer (2019–2022) - George Amos (2022) - Juan Carlos Buzzetti (2022) - Emerson Alcântara (2022) - Etienne Mermer (2022–2023) - Emerson Alcântara (2023–2024) - Juliano Schmeling (2024–2025) |